# Керімов Алі Айдинович
Алі́ Айди́нович Кері́мов — солдат Збройних сил України, 30-та механізована бригада.

## Життєпис
Проживав у Києві, працював менеджером середньої ланки.
З березня 2014-го виявив бажання мобілізуватися, у серпні мобілізований. З вересня ремонтував БТРи у Артемівську. 14 лютого 2015-го брав участь у відбитті атаки проросійських терористів, за 5 м вибухнула міна. Атака була відбита.
За одужанням слідкували дружина та донька Аліса. Проживають в місті Київ.

## Нагороди
За особисту мужність і героїзм, виявлені у захисті державного суверенітету та територіальної цілісності України, вірність військовій присязі під час російсько-української війни
- нагороджений орденом «За мужність» III ступеня (9.4.2015).